# Wohngebäude Schwarzadlergüetli

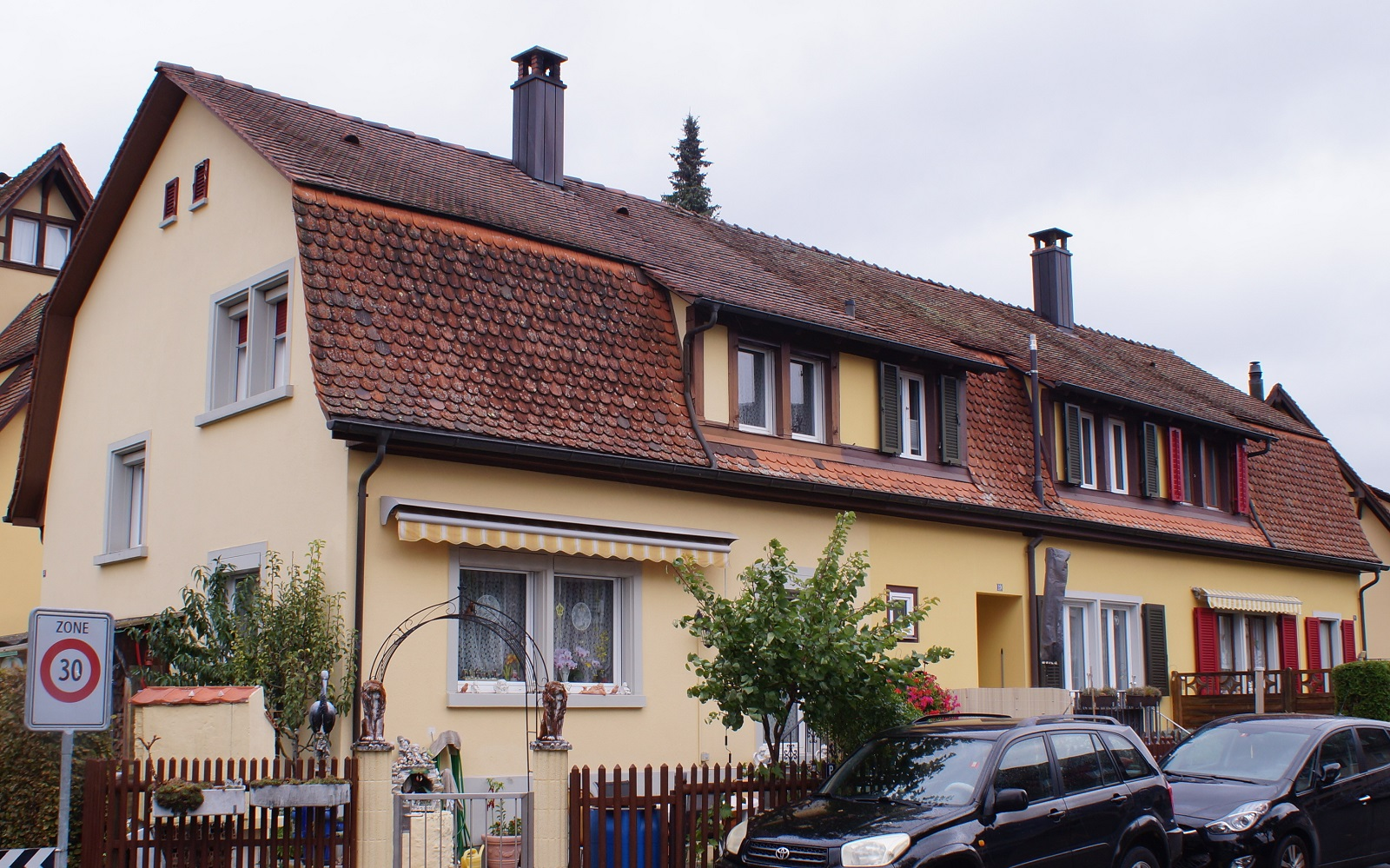
Wohngebäude Schwarzadlergüetli (2020)

Das Wohngebäude «Schwarzadlergüetli» ist ein Doppelhaus der gleichnamigen Arbeitersiedlung in Schaffhausen. Bauherr der Siedlung im Heimatstil war die Georg Fischer AG (GF). Die von 1906 bis 1907 errichtete Anlage ist im Kulturgüterschutz-Inventar der Schweiz als «Kulturgut von regionaler Bedeutung» (B-Objekt, KGS-Nr. 10769) klassifiziert und ist Teil des «Ortsbilds von nationaler Bedeutung» im Inventar der schützenswerten Ortsbilder der Schweiz (ISOS).

## Lage
Die Siedlung «Schwarzadlergüetli» befindet sich auf der «Breite», einem Plateau über dem Mühlental, das noch im 21. Jahrhundert von den ehemaligen Werksanlagen der Georg Fischer AG geprägt wird. Der nahe «Felsenstieg» ist ein Treppenweg, der von den Werksiedlungen der «Breite» direkt zum «Werk III» führt.
Das als B-Objekt ausgewiesene Wohngebäude befindet sich am Südrand der Siedlung und trägt die Hausnummern «Lochstrasse 19–21» und «Schwarzadlerstrasse 8».

## Geschichte
Die ersten Wohnquartiere am Rand der «Breite» wurden in den Jahren 1895 bis 1930 errichtet. Die Arbeitersiedlung «Schwarzadlergüetli» ist eine geschlossene Siedlung mit dem Charakter einer Gartenstadt. Ihre Gebäude wurden von 1906 bis 1907 erbaut.
Vier Jahre später errichtete die Karlsruher Architektengemeinschaft «Curjel & Moser» für Georg Fischer die «imposante» Werksiedlung Stahlwerkstrasse, die sich im Nordwesten an das Schwarzadlergüetli anschliesst.
Eine weitere Werksiedlung mit 44 Wohnungen liess die Firma im Frühjahr 1948 für Arbeiter und Angestellte im Norden der Anlage bauen.

## Beschreibung
Das Wohngebäude ist das einzige Haus dieser Siedlung, das als B-Objekt ausgewiesen ist. Das Doppelhaus gehört zu den schlichtesten Haustypen der Arbeitersiedlung. Es trägt über dem Erdgeschoss ein Dachgeschoss mit Mansardgiebeldach, das mit Biberschwanzziegeln eingedeckt ist. Die beiden Teile des Hauses sind unsymmetrisch angelegt. Die Fenster sind meist paarweise gekoppelt. Während der Ostteil des Gebäudes noch Fensterläden zeigt, wurden diese im Westteil fast vollständig durch vorgebaute Rollladenkästen ersetzt.
Die weiteren zwei- bis dreigeschossigen Haustypen der Siedlung stehen giebel- oder traufständig an den Strassen und haben meist aufwändig gestaltete und abgestufte Dachlandschaften. Zu ihren Gestaltungselementen gehört Fachwerk. Die Werksiedlung «Schwarzadlergüetli» wird als Anlage mit hoher «architektonischer und historischer» Qualität beschrieben. Die Gebäude der wenige Jahre jüngeren Siedlung «Stahlwerkstrasse» wurden als Reihenhäuser in U-Form angelegt.

## Fussnoten
1. ↑  Ortsbildaufnahmen Schaffhausen. (ISOS, Nr. 3050) Nr. 11.0.59.
2. ↑  R. Bäny: Unser Wohnungsbau. In: +GF+ Mitteilungen. Nr. 21 (Dezember 1947; PDF). S. 67.
3. ↑  Eine Liste der C-Objekte wurde noch nicht veröffentlicht.
4. ↑  Ortsbildaufnahmen Schaffhausen. (ISOS, Nr. 3050) Nr. 11.3.

Koordinaten: 47° 42′ 32,2″ N, 8° 37′ 40,8″ O; CH1903: 689262 / 284935